# Personaggi di The Last Ship

## Lista personaggi
| Personaggio             | Interprete           | Occupazione | 1          | 2          | 3          | 4          | 5          |
| ----------------------- | -------------------- | --- | ---------- | ---------- | ---------- | ---------- | ---------- |
| Tom Chandler            | Eric Dane            | Ufficiale comandante della USS Nathan James; Capo delle operazioni navali; Istruttore dell'Accademia navale            | Principale | Principale | Principale | Principale | Principale |
| Rachel Scott            | Rhona Mitra          | Medico specialista in microbiologia                                                                                    | Principale | Principale | Assente    | Assente    | Assente    |
| Mike Slattery           | Adam Baldwin         | Secondo in comando sulla USS Nathan James; Ufficiale comandante della USS Nathan James; Capo delle Operazioni Navali   | Principale | Principale | Principale | Principale | Principale |
| Russ Jeter              | Charles Parnell      | Nostromo della USS Nathan James                                                                                        | Principale | Principale | Principale | Principale | Principale |
| Quincy Tophet           | Sam Spruell          | Medico specialista in microbiologia e ingegnere genetico                                                               | Principale | Guest      | Assente    | Assente    | Assente    |
| Danny Green             | Travis Van Winkle    | Capo della squadra delle operazioni in montagna; Membro del Delta Team                                                 | Principale | Principale | Principale | Principale | Principale |
| Kara Green (già Foster) | Marissa Neitling     | TAO della USS Nathan James; Vice capo del gabinetto di guerra; Ufficiale comandante della USS Nathan James             | Principale | Principale | Principale | Principale | Principale |
| Alisha Granderson       | Christina Elmore     | Ufficiale di plancia della USS Nathan James; Ufficiale della base Navale di Mayport.                                   | Principale | Principale | Principale | Principale | Principale |
| Tex Nolan               | John Pyper-Ferguson  | Sicurezza privata di Guantanamo                                                                                        | Principale | Principale | Ricorrente | Assente    | Guest      |
| Carlton Burk            | Jocko Sims           | VBSS Team Leader; Secondo in comando sulla USS Nathan James;                                                           | Ricorrente | Principale | Principale | Principale | Principale |
| Eric Miller             | Kevin Michael Martin | VBSS Team | Ricorrente | Ricorrente | Principale | Principale | Principale |
| Wolf Taylor             | Bren Foster          | VBSS Team; Delta team                                                                                                  | Assente    | Ricorrente | Principale | Principale | Principale |
| Sasha Cooper            | Bridget Regan        | Intelligence; Delta Team                                                                                               | Assente    | Assente    | Principale | Principale | Principale |
| Joseph Meylan           | Emerson Brooks       | Ufficiale comandante della USS Hayward; Secondo in comando sulla USS Nathan James; Capo dello stato maggiore congiunto | Assente    | Assente    | Ricorrente | Principale | Principale |
| Azima Kandie            | Jodie Turner-Smith   | VBSS Team; Delta Team                                                                                                  | Assente    | Assente    | Assente    | Ricorrente | Principale |

## Personaggi principali

### Tom Chandler

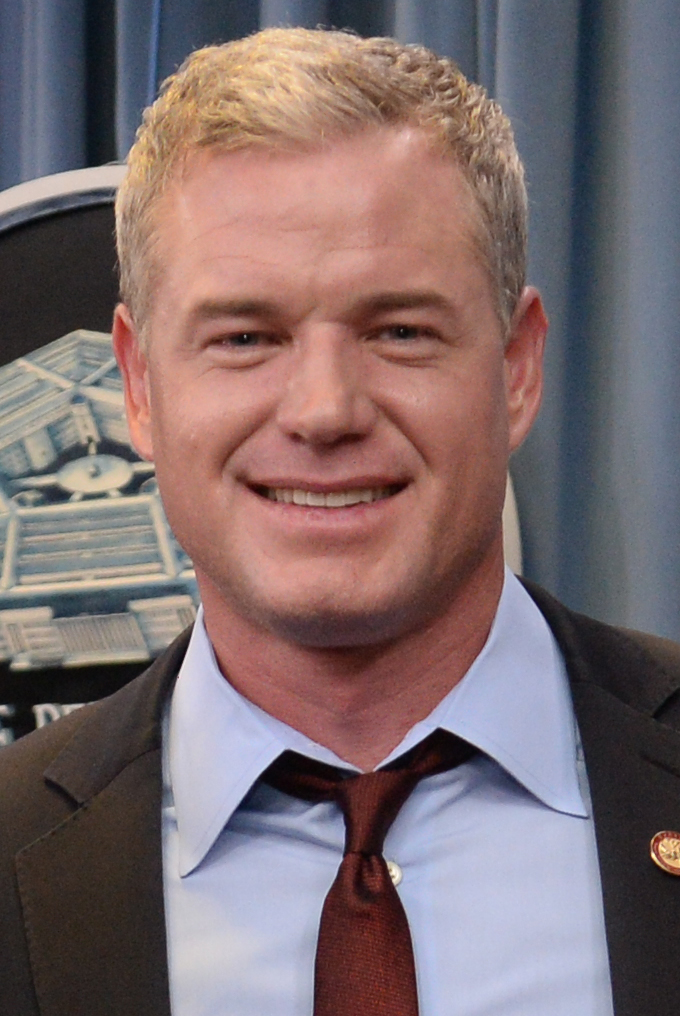
Eric Dane

Ammiraglio, istruttore dell'Accademia navale, è il protagonista della serie. Viene interpretato da Eric Dane.

#### Biografia
Figlio di un veterano dello US Army Jed Chandler. È nato il 9 dicembre, in Virginia, ha un fratello e una sorella mai apparsi nella serie. In un periodo sconosciuto sposa Darien, ed hanno una figlia, Ashley, e un figlio Sam. Parla correntemente russo e possiede una biografia del viceammiraglio Ruskov suo nemico durante la prima stagione.
Nel 1990 inizia la sua carriera nella US Navy, dopo il suo diploma all'accademia di Annapolis.

#### Serie
Nel 2014 ottiene il grado di capitano di fregata e il comando del cacciatorpediniere di classe Arleigh Burk USS Nathan James. Nello stesso anno viene inviato in missione fittiziamente per il test delle armi a temperature inferiori allo zero nell'artico; in realtà la missione è una copertura per il reale scopo dei due microbiologi imbarcati, ossia di trovare il ceppo primordiale del virus che sta uccidendo 80% della specie umana. La prima stagione dopo la scoperta della verità durante il primo episodio e la decisione di non ritornare a casa per permettere la realizzazione del vaccino in un luogo sicuro. Costretti alla sopravvivenza in mare si troveranno ad affrontare l'incrociatore russo di classe Kirov, comandato dall'ammiraglio Ruskof, il quale sarà sconfitto due volte, la prima nella baia di Guantánamo e la seconda a bordo della sua nave che ne causerà la morte. Inoltre a bordo della nave incontra il microbiologo Niels Sorensen. Durante il soggiorno nella base di Guantánamo incontra Tex Nolan che diventerà un suo confidente e un membro dell'equipaggio. Nel finale della prima stagione perde la moglie nel laboratorio "Olimpia" creato da Amy Granderson per contenere la malattia. Amy Granderson è il primo nemico della seconda serie, lei infatti riesce a prendere possesso della James, ma viene sconfitta grazie ad una alleanza con i ribelli locali. Durante la seconda stagione vengono introdotti gli immuni, un gruppo di persone non sensibili al virus che credono di essere i predestinati alla guida del mondo post-apocalittico; essi metteranno a repentaglio il vaccino grazie al sottomarino nucleare di cui sono riusciti ad impossessarsi. Inoltre avranno fra di loro l'unico membro della successione americana rimasto in vita: il Segretario alla casa e allo sviluppo urbano Jeffrey Michener, che è di fatto il presidente degli Stati Uniti d'America. Con la sconfitta degli immuni al largo di New Orleans e la creazione della cura contagiosa, si chiude la seconda stagione. 
Durante la 3ª stagione viene promosso capitano e nominato capo delle operazioni navali. Durante il primo episodio viene mandato in Cina per una missione diplomatica: lì rischierà la vita varie volte nel tentativo di distruggere il Presidente Peng. Sostituirà il comandante Slattery a bordo della James durante la sua prigionia. Una volta sconfitto il presidente Peng e pacificato l'oriente appariranno i veri cospiratori, che sono i leader regionali della nuova America e il capo di gabinetto stesso, che tenteranno di ucciderlo più volte nel corso della stagione senza mai riuscire nel loro intento. Nel finale di stagione Allison Shaw riesce a rapire i figli e uccidere il padre, e nel tentativo di fermarla muore anche l'amico Tex Nolan, quindi disgustato da tutte le perdite subite decide di rassegnare le dimissioni e ritirarsi in Europa.
Nella quarta stagione vive come pescatore in Grecia quando viene a sapere della carestia in corso e inizialmente sfida dall'interno Giorgio Vellek, successivamente si riunisce con la ciurma e affronta la flotta messa su dalla famiglia Vellek, per controllare il commercio mondiale tramite i semi che non sono sensibili alla carestia.
Nella quinta stagione viene promosso ammiraglio e diventa istruttore della marina, quando un attacco alla flotta porta gli USA alla guerra contro lo stato di Gran Colombia. Nel finale di stagione assiste all'affondamento della James e ha un'esperienza di morte dove vede tutti i suoi compagni e amici persi durante la serie che lo invitano a continuare la sua vita.

### Dr. Rachel Scott

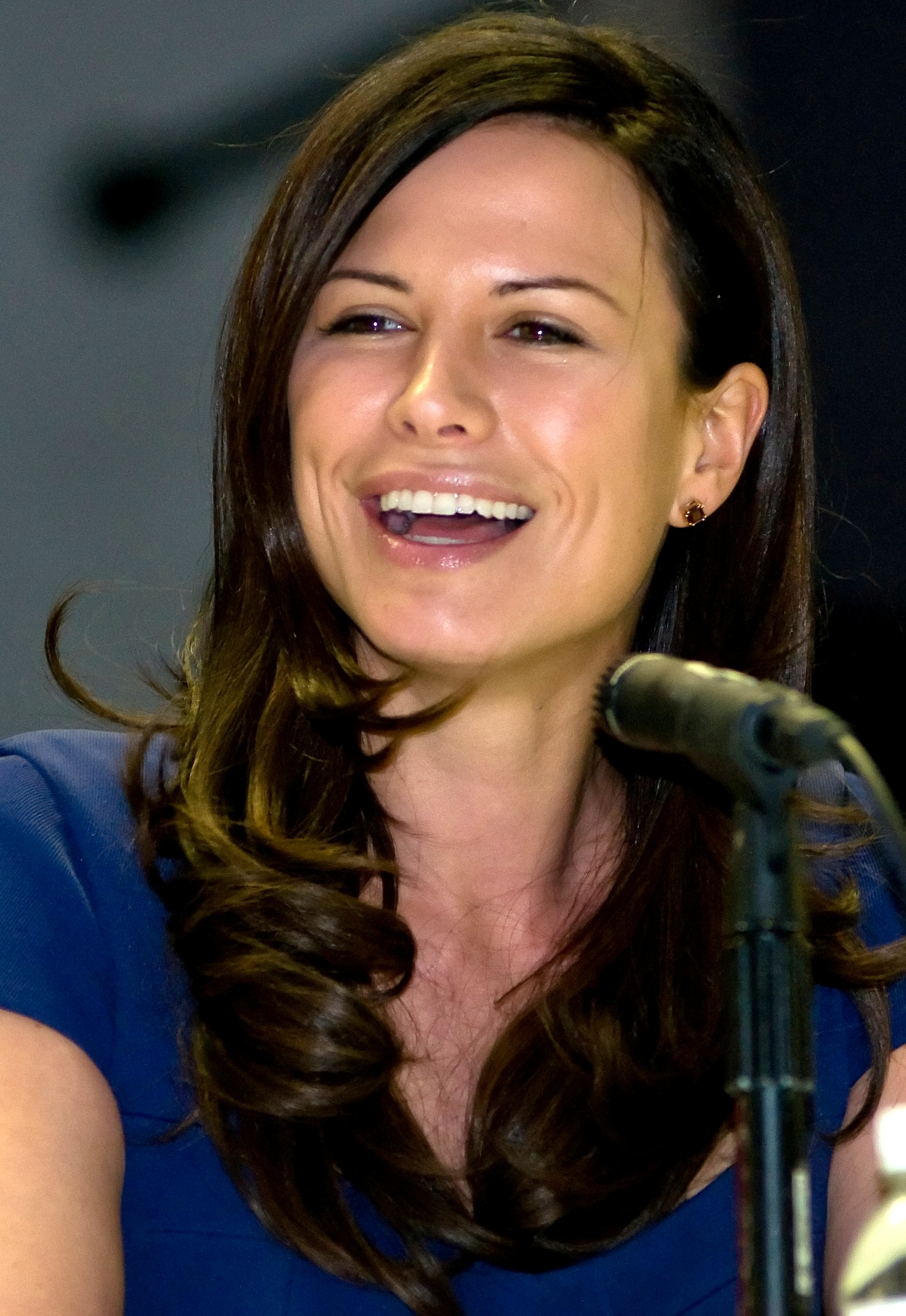
Rhona Mitra

Microbiologa, interpretata da Rhona Mitra.
È una cittadina inglese residente permanente negli USA. Laureata in biologia molecolare e medicina con una specializzazione in Microbiologia e Sanità pubblica. Lavora per il centro Controllo e prevenzione delle malattia, e per l'Organizzazione mondiale della sanità. Si tratta del primo personaggio ad apparire nella serie televisiva, quando si reca in Egitto per analizzare la nuova forma di virus appena apparsa. Viene successivamente incaricata dal gabinetto del presidente degli Stati Uniti d'America della ricerca del campione primordiale del virus nell'artico. Al termine della missione il comandante Chandler le darà l'incarico di creare il vaccino per la cura e fino ad allora la nave non tornerà sulla terraferma. Sarà l'interesse principale dell'ammiraglio Ruskov, il quale la vuole per creare il vaccino. Durante la seconda stagione lavora alla creazione di una forma di cura contagiosa data l'impossibilità di utilizzare i laboratori terrestri per la creazione di esso. Nel decimo episodio della seconda stagione ucciderà Niels Sorensen, il creatore del virus, per questo sarà messa agli arresti dal comandante Chandler, con l'unica possibilità di recarsi nel laboratorio a lavorare con i suoi assistenti. Riesce a creare la cura contagiosa utilizzando i polmoni estrapolati dal cadavere di Niels, effettuerà il test su di lei e con una famiglia di New Orleans contagiata dagli immuni ormai in punto di morte nell'episodio 12. Nel finale della seconda stagione gli viene concessa la grazia dal presidente Michener, ma viene uccisa da un immune sfuggito alla cattura. La sua morte porterà ad una momentanea rottura dell'amicizia fra Tex ed il comandante Chandler. Riappare di spalle nell'ultimo episodio della quinta stagione nell'esperienza ultraterrena dell'ammiraglio Chandler.

### Mike Slattery

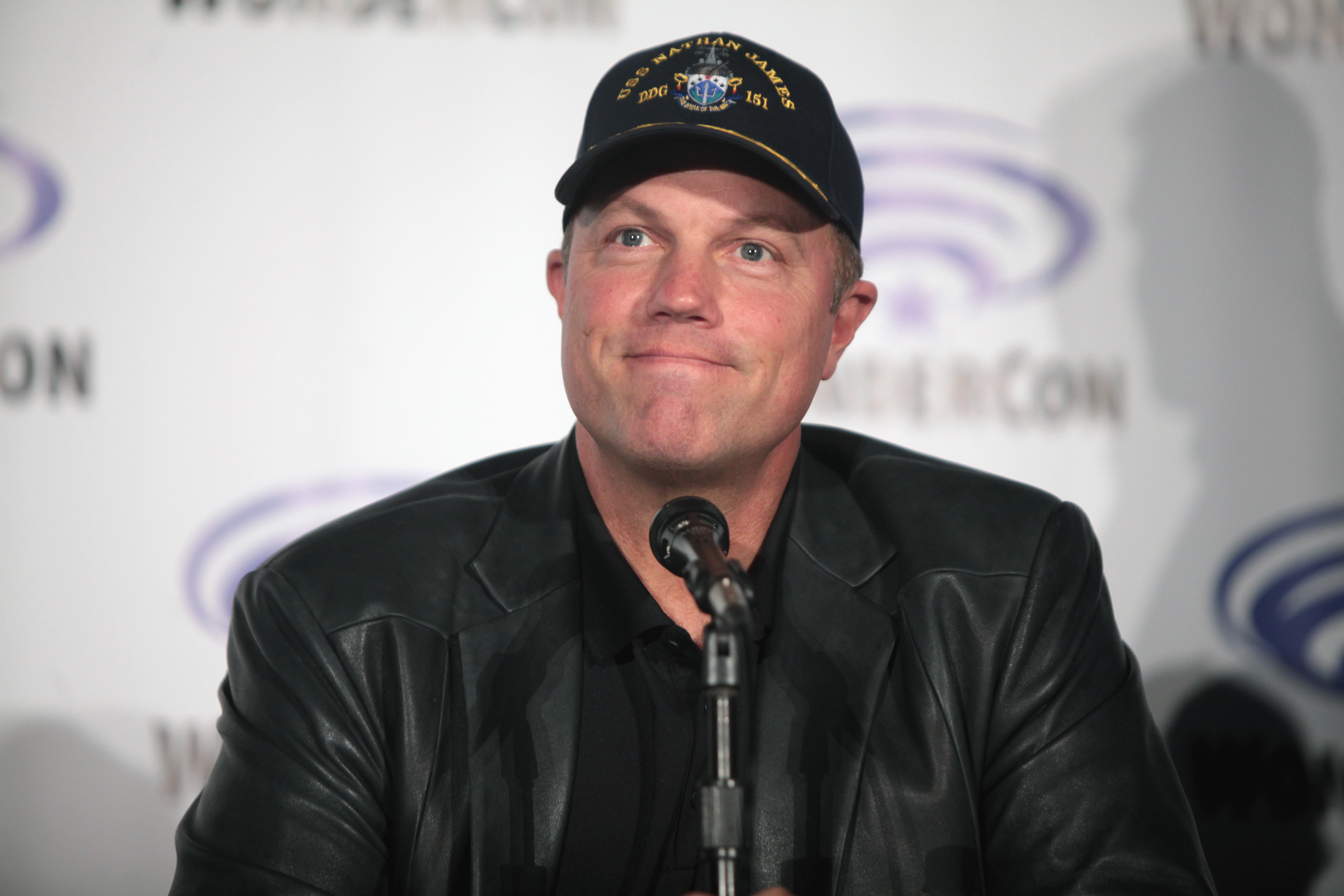
Adam Baldwin

Ammiraglio, capo delle operazioni navali, interpretato da Adam Baldwin.

#### Biografia
Originario di Chicago, precedentemente lavorava come detective della omicidi del dipartimento di polizia di Chicago. Si arruola in marina nel 1990 lo stesso anno di Tom Chandler. Prima dell'inizio della serie si sposa con Christine, con al quale ha due figlie e un figlio.
Nel 2014 ottiene il grado di comandante e nominato secondo in comando sulla USS Nathan James. Al termine della missione nell'Artico apprende della morte del figlio a causa del virus e il matrimonio ormai in crisi non si riprenderà mai più, anche perché la moglie scompare durante la seconda stagione e non viene mai ritrovata. Assumerà brevemente il comando della James durante la cattura del comandante Chandler da parte dei russi. 
Nella terza stagione viene nominato capitano e assume il comando della James, con la missione di portare la cura in Asia. Durante una tappa in Vietnam viene catturato dai pirati giapponesi comandati da Takeaya per utilizzare il suo sangue al fine di curare i propri uomini dalla febbre rossa,poiché il vaccino non risulta efficace. Nella quarta stagione da capitano della James si trova in Europa per cercare i semi immuni alla carestia, lì incontra nuovamente Chandler, e con lui combatte la famiglia Vellek.
Nella quinta stagione è promosso ammiraglio e nominato comandante delle operazioni navali. Durante l'attacco alla flotta assiste alla morte del capitano Garnett, del tenente Rios e dell'ammiraglio Maylan. Partecipa all'invasione della Colombia e assiste impotente all'affondamento della James. Riesce a mettersi in salvo su la scialuppa della plancia.

### Russ Jeter

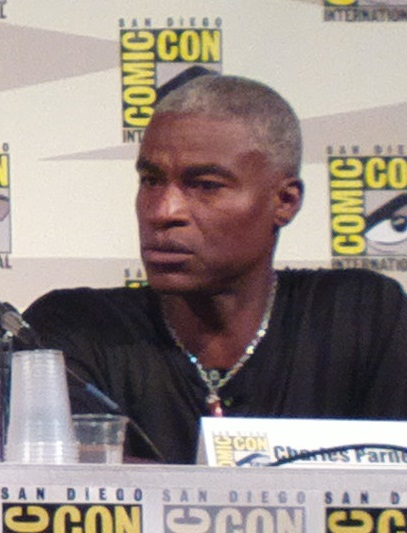
Charles Parnell

Sottufficiale capo mastro della flotta , interpretato da Charles Parnell.
È il sottufficiale anziano della James. Ha servito sotto sei presidenti; con oltre trent'anni di servizio è il membro con più esperienza dell'equipaggio. Nel corso della serie svolge un ruolo fondamentale anche sul piano emotivo. Svolge il compito di cappellano di bordo, come si vede durante le esequie dei componenti dell'equipaggio. In alcuni episodi entra anche ruoli di azione come quando partecipa alla liberazione di Baltimora (seconda stagione) o assalta un cacciatorpediniere cinese nella terza stagione. Riceve una ferita notevole nella quarta stagione, quando viene colpito da un proiettile al polmone. Nella quinta stagione viene promosso Sottufficiale capo mastro della Marina . La sua famiglia morì molti anni prima dell'inizio della serie in un incidente stradale dove lui stesso fu rianimato sette volte; gli ultimi parenti rimasti sono i suoi suoceri che può riabbracciare nel finale della seconda stagione. Spesso lo si può vedere leggere la Bibbia; è stato uno delle persone che su cui è stato sperimentato il vaccino.

### Dr. Quincy Tophet
Microbiologo, interpretato da Sam Spruell.
Medico specialista in microbiologia, assistente della dottoressa Scott. Viene imbarcato a bordo della James insieme alla dottoressa per cercare il ceppo primordiale dell'influenza rossa. Durante i primi episodi della stagione passa le informazioni sulla posizione della James ai russi perché questi tengono in ostaggio la moglie e la figlia. A Guantánamo minaccia di infettare tutta la nave se non lo consegnano insieme alla dottoressa Scott ai russi, per questo sarà messo in agli arresti. Tenterà di far ammutinare l'equipaggio insinuando dei dubbi sul cuoco che gioca con lui a scacchi. Dopo questo tentativo il comandante Chandler lo fa isolare da tutti. I rapporti con l'equipaggio si riappacificano quando Chandler recupera la sua famiglia durante l'incursione a bordo dell'incrociatore Kirov. Partecipa come microbiologo alla sperimentazione del vaccino. Nel corso del tentativo di presa della James da parte degli uomini di Amy Granderson, resta ferito mentre si trova in plancia di comando; morirà nel primo episodio della seconda stagione dopo essersi strappato i punti per non rivelare la posizione del campione primordiale. 

### Danny Green

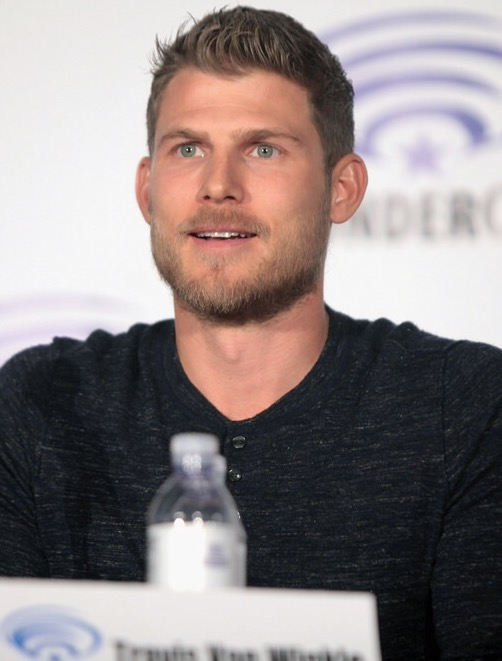
Travis Van Winkle

Tenente, interpretato da Travis Van Winkle.
Leader del team per le operazioni in montagna, prende parte all'equipaggio della James come scorta della dottoressa Scott e del dottor Tophet. Durante la permanenza nell'artico instaura una relazione clandestina con la tenente Foster. La relazione verrà scoperta durante un'influenza presa durante una missione in Nicaragua, la punizione gli costerà due settimane di vedetta sul ponte, l'influenza lo escluderà a priori dalla possibilità di testare il vaccino. Durante la resistenza a Baltimora assalterà la centrale elettrica e da solo terrà testa a centinaia di uomini della Granderson per poi tornare insieme agli altri sulla nave. Fra la seconda e la terza stagione sposa la tenente Foster e nasce il loro figlio Frankie. Durante la terza stagione riuscirà a salvarsi dai pirati con il suo collega e amico Burk, farà ritorno sulla James e nel finale potrà ritrovare la moglie e il figlio. Nella quarta stagione si troverà in Europa per cercare i semi non sensibili al virus. Nella quinta stagione prenderà parte al Delta Team e rimarrà sconvolto dalla morte dell'amico Burk durante un'azione. Nel finale ucciderà Tavo Barros vendicando i suoi amici insieme a Sasha Cooper. Inoltre nella stessa stagione il suo rapporto con la moglie subirà una incrinatura tanto che lui decide di non dormire più a casa e avrà problemi nel parlare con il figlio di cinque anni; nel finale di stagione decide di rimediare agli errori e tornare a casa con la moglie.

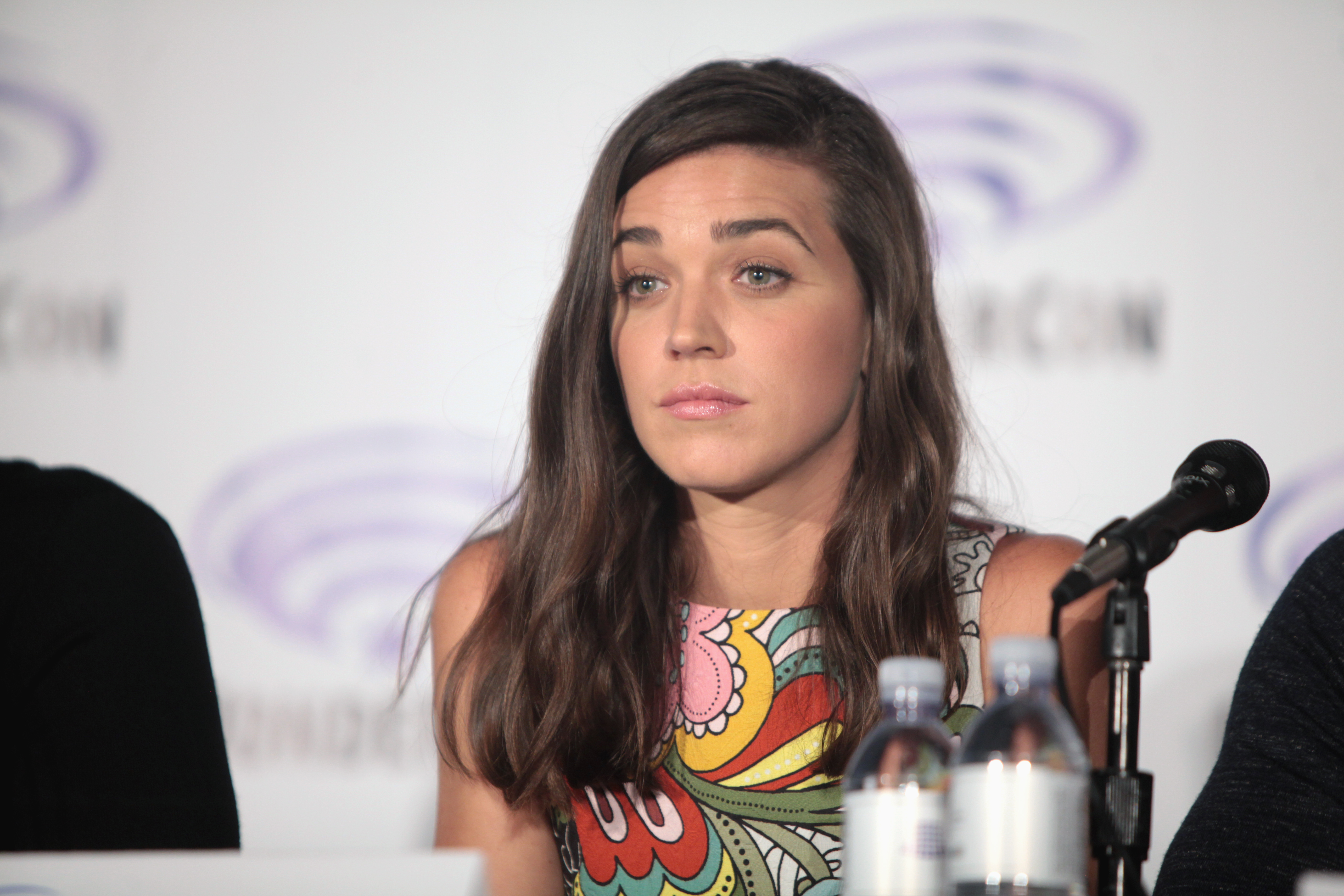
Marissa Naitling

### Kara Green (già Foster)
Comandante, ufficiale comandante della USS Nathan James, interpretata da Marissa Neitling.

#### Biografia
Nata nel 1988, vive a Norfolk insieme alla madre e si arruola in marina appena terminate le scuole superiori. Nel 2014 viene nominata tenente del centro di informazioni combattimento; viene descritta come un'esperta di combattimento computerizzato. Durante il periodo nell'artico sviluppa una relazione con il tenente Green; questa relazione verrà rivelata al comandante quando Green prenderà una rara forma di influenza che rischierà di ucciderlo. Successivamente viene scelta per sperimentare il vaccino, essendo la prima a manifestare i sintomi dell'infezione per il fatto di essere incinta. A Baltimora viene prelevata dagli uomini della Granderson per le cellule di suo figlio, ma lei ucciderà il medico che tenta di prelevarle. Successivamente assume il ruolo di Ufficiale Tattico di Attacco, decidendo di rimanere in mare. Nel finale di stagione si sposa con il tenente Green e quindi assume il suo cognome. Viene promossa capitano di corvetta e diventa Vice capo di gabinetto per la difesa. Nella terza stagione resta sempre a Saint Louis, nuova capitale, e sarà la prima a scoprire il complotto di Allison Shaw, rischierà di essere uccisa, ma dopo aver salvato il presidente si dirige verso la base navale di San Diego dove incontra nuovamente la James; qui partecipa all'assalto alla Casa Bianca. Nella quarta stagione viene assegnata alla base navale di Rota in Spagna; dopo l'attacco alla base e il ferimento del ten. comandante Burk riprende il suo vecchio incarico sulla James. Nella quinta stagione viene promossa comandante e le viene affidato il comando della USS Nathan James, partecipa all'invasione della Colombia e sarà lei, in qualità di ufficiale comandante, a dare l'ordine di abbandonare la nave nell'ultimo episodio; si salverà sulla scialuppa della plancia. Nella stessa stagione il rapporto con il marito si incrinerà.

### Alisha Granderson
Capitano di corvetta assegnato alla base navale di Mayport, interpretata da Christina Elmore.

#### Biografia
Introdotta come tenente junior addetto alla plancia della USS Nathan James, viene fatta inserire nell'equipaggio dalla madre che è il Capo di gabinetto della Casa Bianca. Nel corso della serie si mostra molto utile e preparata nell'equipaggio: infatti è anche esperta di telecomunicazioni. Fra la prima e la seconda serie scopre che la madre ha costruito un capo di concentramento per gli ammalati a Baltimora; disgustata da questo decide di ribellarsi ma viene quasi uccisa da un poliziotto. Quando si riprende non ha il coraggio di parlare con l'equipaggio per le atrocità compiute dalla madre. Viene promossa sul campo dal comandante Chandler a tenente ricevendo le mostrine che una volta appartenevano al comandante stesso. Nella terza stagione si reca in Asia con l'equipaggio; durante il rapimento del cap. Slattery viene nominata secondo in comando sulla James in attesa del recupero del com. Garnett. Nella quarta stagione si reca con la James in Europa per cercare i semi immuni al virus. Nella quinta stagione è promossa capitano di corvetta e viene assegnata come aiutante dell'ammiraglio Maylan nella base di Mayport. Resta uccisa nel corso della stagione dalla sua fidanzata dopo aver scoperto che lei è la spia autrice dell'attacco hacker. Ricompare nell'ultimo episodio della stagione, nell'esperienza di semimorte dell'ammiraglio Chandler ed è la prima che lo incita ad andare avanti, dicendo che loro prenderanno il comando della James in affondamento.

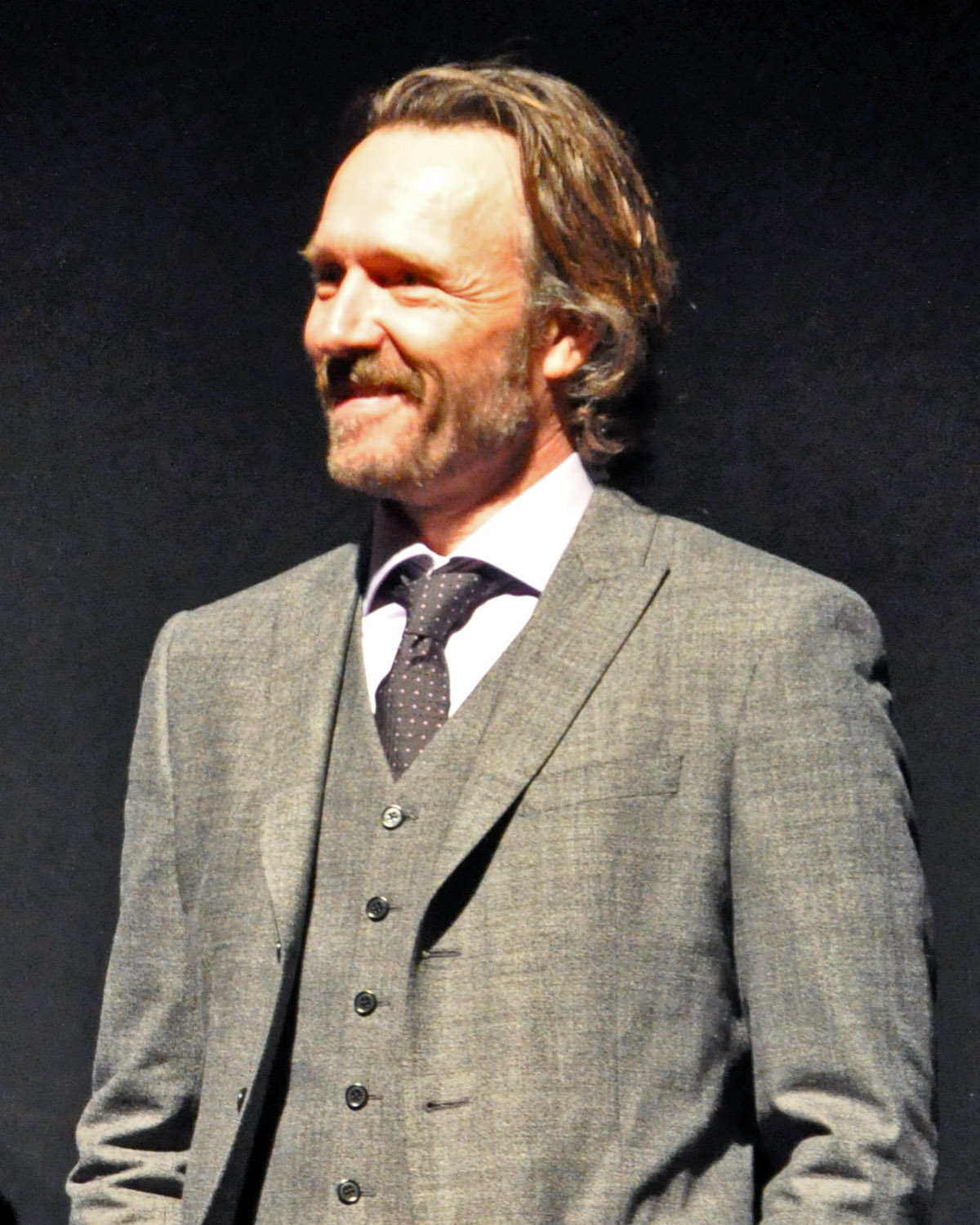
John Pyper-Ferguson

### Ken "Tex" Nolan
Sicurezza privata, interpretato da John Pyper-Ferguson.
Viene introdotto nel secondo episodio della prima stagione; è l'ultimo membro di un gruppo di sicurezza operanti nella base navale di Guantánamo. Si unisce alla USS Nathan James nello stesso episodio. Si innamora subito della dottoressa Scott e tenta in tutti i modi di far colpo su di lei, spesso senza riuscirci. Parteciperà alla sperimentazione del vaccino contro la febbre rossa. Una volta giunti a Baltimora decide di andare a cercare la figlia e la sua ex moglie con il vaccino, ma si ferma quando scopre di cosa sta succedendo alla Avocet sotto Amy Granderson. Salva la dottoressa Scott e il tenente Foster e decide di continuare con la ciurma. Una volta sconfitti gli immuni si mette alla ricerca della figlia e scopre che la ex-moglie è morta durante un attacco alla sua abitazione. Partecipa insieme alla ciurma alla festa di insediamento del presidente Michener. Nella terza stagione compare nel finale quando viene contattato da Kara per giungere in suo aiuto, a lei rivela di aver lavorato per i leader regionali addestrando le loro truppe fino a quando non ha capito il loro vero intento. Si riunisce con la ciurma e partecipa all'attacco contro i leader regionali; muore nell'ultimo episodio quando interviene per salvare la famiglia del capitano Chandler. La sua morte è uno dei motivi per cui il per cui Chandler decide di lasciare la US Navy. Ricompare nell'ultimo episodio della serie quando nell'esperienza di semi-morte di Chandler, ove discute con lui di tutti gli avvenimenti di questi anni.

### Carlton Burk
Comandante, primo ufficiale della USS Nathan James, interpretato da Jocko Sims.
È il leader del VBSS team, è il fratello minore del capitano di corvetta Burk, introdotto nella terza stagione. Inizialmente è solo un personaggio ricorrente nella serie, diviene principale nella seconda stagione, nella quale si innamora del tenente Ravit Bivas. Nella terza stagione riesce a salvarsi dal tentativo di rapimento e si ricongiunge con la nave. Nella quinta stagione è nominato comandante e diventa il vice di Kara Green. Resta ucciso nel corso di un raid su di una nave di Tavo; la sua morte scuoterà il suo amico Green. Ricompare nell'ultimo episodio quando incoraggia l'ammiraglio Chandler ad andare avanti.

### Eric Miller
Sottufficiale capo anziano, interpretato da Kevin Michael Martin.
Membro del VBSS team, appare nella prima stagione come ricorrente. Nel corso della seconda stagione diventa amico del capo Taylor. Resta ferito in azione nel corso della quinta stagione, perdendo entrambe le gambe; nella scoperta sarà accompagnato dall'amico Burk e dalla nuova fidanzata conosciuta ad una festa per la raccolta di fondi.

### Wolf "Wolf-Man" Taylor
Sottufficiale capo anziano, interpretato da Bren Foster.
Si tratta di un membro della marina australiana. È un esperto di arti marziali. Si unisce alla ciurma nella seconda stagione dato che lui si trova a Norfolk per le esercitazioni navali congiunte. Nella quinta stagione si unisce al Delta Team. Resta ferito nel corso dell'ultimo episodio sarà salvato in extremis da Azima, che nel frattempo è diventata la sua fidanzata. 

### Sasha Cooper
Intelligence, interpretata da Bridget Regan.
Si tratta di un'ufficiale della marina assegnata all'intelligence militare. Si trova distanziata in Asia nell'inizio della terza stagione, ma si capisce che già conosce da molto tempo il capitano Chandler. Si unisce alla USS Nathan James nella stessa stagione seguendo il capitano Chandler nella ricerca dell'equipaggio. Rimarrà a bordo anche dopo l'addio di Chandler nella quarta stagione. Nella quinta stagione entra nel Delta team e partecipa all'uccisione di Tavo nell'ultimo episodio.

### Cameron Burk
Capitano di corvetta, interpretato da LaMonica Garrett.
Introdotto nella terza stagione, è il fratello maggiore del capitano Burk. Nella terza stagione prende il posto del tenente Green come TAO. Nella quarta stagione resta ferito nell'attacco alla base navale di Rota, quindi viene curato ma nonostante ciò perde una gamba. Ricompare insieme al fratello, Miller e Jeter nella quinta stagione quando è ormai in congedo, insieme si recano ad una festa per raccogliere fondi per lo sforzo bellico.

### Joseph Meylan
Ammiraglio, capo di stato maggiore congiunto, interpretato da Emerson Brooks. 
Il capitano Maylan viene introdotto nella terza stagione come ufficiale comandante della USS Hayward. Si unisce alla James dopo il danneggiamento della sua nave. Inizialmente si dimostra ostile alle metodiche di Chandler e Slattery, tanto da arrestarli senza esitare sotto ordine della Casa Bianca, ma alla fine dell'episodio perde il comando dopo una rivolta degli ufficiali e dell'equipaggio fedele a Chandler. Successivamente si allea con gli stessi dopo aver capito il complotto di Allison Shaw. Nella quarta stagione prende il posto del comandante Garnett come secondo in comando sulla USS Nathan James, in attesa di una nuova nave. Nella quinta stagione viene promosso ammiraglio e gli viene affidata la base navale di Mayport. Muore nel corso della stagione ucciso per proteggere il presidente Joshua Reiss. 

### Azima Kandie
Sergente, interpretato da Jodie Turner-Smith.
Della marina del Kenya, fa parte del VBSS team, introdotta nella quarta stagione, nella quinta fa parte del Delta Team, intreccerà una relazione con Wolf Taylor.

## Personaggi secondari

### Personale delNathan James

#### Andrea Garnett
Capitano della USS Jeffrey Michener, interpretata da Fay Masterson.
Viene introdotta nella prima stagione come capitano di corvetta responsabile della sala macchine. Si dimostra una donna dedita al lavoro, ma resta comunque sconvolta quando non trova la sua famiglia nella sua abitazione. Nella terza stagione è promossa comandante e viene nominata ufficiale esecutivo della USS Nathan James. Viene catturata dai pirati nel corso del primo episodio. Non comprare nella quarta stagione ma viene nominata. Nella quinta è promossa capitano e le viene assegnato il comando della nave da assalto anfibio USS Jeffrey Michener, la nave su cui monta la bandiera l'ammiraglio Slattery. Muore nel corso dell'attacco alla flotta. Compare nuovamente nell'ultimo episodio dove incoraggia l'ammiraglio Chandler a continuare, che loro veglieranno su di lui.

#### Rios
Chief Hospital corpsman "Doc", interpretato da Maximiliano Hernández.
Ufficiale medico di bordo della USS Nathan James. Viene promosso tenente nella quinta stagione, muore nel corso dell'attacco alla base navale nel tentativo di proteggere il capitano Garnett. Ricompare insieme agli altri nell'ultimo episodio.

#### Altri
- Capitano di corvetta Barker, interpretato da Jamison Haase; TAO nella prima stagione, muore nell'attacco a Baltimora al termine della prima stagione.
- Capitano di corvetta John "Gator" Mejia, interpretato da Michael Curran-Dorsano; navigatore della James, viene introdotto come tenente. Nell’ultimo episodio della quarta stagione prende parte all'abbordaggio della nave greca, qui rivela di essere un ottimo tiratore, anche se nessuno glielo ha mai chiesto. Viene nominato capitano di corvetta nella quinta stagione, sarà lui a comunicare al comandante Green che la James è condannata all'affondamento nell'ultimo episodio della serie; si salverà nella lancia riservata alla plancia.
- Tenente Ravit "Ravi" Bivas, interpretato da Inbar Lavi; membro della marina israeliana, muore nell'attacco alla stazione petrolifera nella seconda stagione.
- Sottotenente Andy Chung, interpretato da Andy T. Tran; ufficiale ingegnere, muore nell'attacco alla stazione petrolifera nella seconda stagione.
- Guardiamarina Will Mason, interpretato da Chris Sheffield; ufficiale delle telecomunicazioni nella prima stagione, viene posto al sonar nella seconda. Muore nella nave dei pirati a seguito delle ferite riportate e al prelievo forzato di sangue nella terza stagione.
- Sottufficiale capo anziano[3] Lynn, interpretato da Chris Marrs; membro di sala macchine; muore nell'attacco alla stazione petrolifera nella seconda stagione.
- Sottufficiale capo anziano Carl Nishioka, interpretato da Ben Cho; inizialmente è un membro della squadra di controllo, entra nella sala tattica nella terza stagione come addetto alle armi di superficie. Nella quinta serve come TAO.
- Culinary Specialist Second Class Bernie "Bacon" Cowley, interpretato da Amen Igbinosun; è il cuoco di bordo, ha precedentemente lavorato a Camp David come cuoco presidenziale.
- Sottufficiale di 2ª classe[4] Cruz, interpretato da Ness Bautista; è il secondo in comando del VBSS, muore nel recupero degli ostaggi nella terza stagione.
- Sottufficiale di 3ª classe[5] Cossetti, interpretato da Tommy Savas; è un membro del VBSS e di sala macchine, muore nella prima stagione dopo l'attacco all'incrociatore Kirov per le ferite riportate.
- Gas Turbine System Technician Third Class O'Connor, interpretato da Paul James; è un tecnico di sala macchina, lascia la James nella terza stagione per la Hayward, ma ritorna a bordo dopo il danneggiamento della nave. Muore nella quarta stagione nella fuga degli agenti del servizio segreto inglese.
- Sottufficiale di 3ª classe Maya Gibson, interpretata da Felisha Cooper; è l'unica persona a morire per aver preso parte al test per il vaccino. Il comandante Chandler la nomina per la decorazione al merito.
- Comune di seconda classe Ray Diaz, interpretato da Adam Irigoyen: ragazzo di 17 anni della Florida, è introdotto nella seconda stagione, come leader di un gruppo di ragazzini che cerca di sopravvivere nelle Everglades. Salvato sale sulla James e si arruola, con loro parte per l'Asia dove viene fatto prigioniero dai pirati nella terza stagione. Nella quarta stagione diventa il timoniere della James, riuscendo a condurla fuori da una tempesta; inoltra inizia a far parte del VBSS team; nella quinta stagione viene assegnato alla sala macchine, riesce a salvarsi dall'affondamento su di una lancia.
- Naval Aircrewman Third Class Kathleen Nolan, interpretata da Jade Chynoweth: la figlia di Tex. Si riunisce con suo padre nel finale della seconda stagione, compare nella terza come aiutante del padre, e nella quarta si arruola sulla James e le viene assegnato il nome di Cupido per aver fatto innamorare Diaz.
- Wright, interpretato da Cameron Fuller: un tecnico elettronico della nave
- Dalia Jaffe, interpretato da Hina Abdullah: un tecnico elettronico della nave.
- Walker, interpretato da Cody Arbuckle: membro dell'equipaggio, muore nell'attacco alla stazione petrolifera nella seconda stagione.
- Berchem, interpretato da Andrew Arrabito: un membro del VBSS team. Ucciso a Cuba dai russi.
- Smith, interpretato da David Paul Olsen: un membro del VBSS team. Ucciso a Cuba dai russi.

### Introdotti nella prima stagione
Bertrise, interpretata da Hope Olaide Wilson: un'immune, viene salvata dalla James al largo della Jamaica, si unisce all'equipaggio diventando l'aiuto della dottoressa Scott. Abbandona la James al termine della seconda stagione.
Darien Chandler, interpretata da Tracy Middendorf: la moglie del comandante, si ammala della febbre rossa quando parte per cercare pezzi di ricambio per la radio. Muore a Baltimora al termine della prima stagione.
Ashley Chandler, interpretata da Grace Kaufman: la figlia del comandante Chandler, va a vivere con il nonno e la famiglia Tophet durante la seconda stagione, viene rapita dalla Shaw nella terza, si trasferisce con il padre in Grecia nella quarta.
Sam Chandler, interpretato da Aidan Sussman: il figlio del comandante Chandler, va a vivere con il nonno e la famiglia Tophet durante la seconda stagione, viene rapita dalla Shaw nella terza, si trasferisce con il padre in Grecia nella quarta.
Jed Chandler, interpretato da Bill Smitrovich: il padre del comandante, veterano e malato di cuore, si ammala insieme alla figlia nella prima stagione, viene salvato dal figlio. Viene ucciso dagli uomini di Allison Shaw nel finale della terza stagione.
Amy Granderson, interpretata da Alfre Woodard: la madre del tenente Granderson, Capo di Gabinetto, assegna la figlia alla missione nell'Artico per proteggerla. Si stabilisce a Baltimora dove crea una zona di concentramento per i malati, uccidendoli per alimentare le centrali elettriche. Si uccide nell'episodio 2x02 dopo aver perso il controllo di Baltimora, e aver dato ordine di uccidere la figlia.
Konstantin Nikolajewitsch Ruskov, interpretato da Ravil Isyanov: ammiraglio della flotta del nord russa al comando dell'incrociatore classe Kirov Vyerni, tiene in ostaggio la famiglia Tophet per avere il vaccino, morirà con l'affondamento della sua nave.
Niels Sørensen, interpretato da Ebon Moss-Bachrach: il paziente zero, colui che ha "creato" il virus aggiungendo un suo gene e per questo ne è immune. Viene prima tenuto in ostaggio dai russi, per poi allearsi con gli immuni. Viene ucciso dalla dottoressa Scott che attiva il suo sistema immunitario per fargli riconoscere il virus e poterlo sequenziare.
Thorwald, interpretato da Titus Welliver: un detective della polizia di Baltimora, capo dei ribelli contro la Granderson. Muore nell'attacco alla Avocet.
Kelly Tophet, interpretata da Alice Coulthard: la moglie del dottor Tophet, viene rapita dai russi, salvata dal comandante Chandler, assiste impotente alla morte del marito. Decide quindi di trasferirsi a Norfolk insieme alla famiglia del comandante, per far stare insieme i figli.
Ava Tophet, interpretata da Jade Pettyjohn: la figlia del dottor Tophet, viene rapita dai russi, salvata dal comandante Chandler, si trasferisce a Norfolk insieme alla famiglie del comandante.
Christine Slattery, interpretata da Ele Keats: la moglie del comandante Slattery, non appare mai direttamente, solo in flashback e fotografie. Risulta scomparsa.

### Introdotti nella seconda stagione
Jeffrey "Jeff" Michener, interpretato da Mark Moses: Segretario della casa e dello sviluppo urbano, è l'unico sopravvissuto del governo in qualità di immune. Si allea prima con gli immuni, ma è all'oscuro dei loro veri piani. Viene recuperato dalla James e dopo una confessione con il comandante decide di collaborare. Giura a Saint Louis per diventare presidente e lì insedia il suo governo. Viene ucciso dagli uomini di Allison Shaw perché non vuole partecipare al suo complotto, facendo sembrare un suicidio per i rimorsi della morte della sua famiglia. Appare nell'ultimo episodio della quinta stagione insieme agli altri compagni deceduti.
Sean Ramsey, interpretato da Brían F. O'Byrne: capitano di corvetta di un sottomarino inglese. Leader degli immuni muore nell'affondamento del sottomarino nell'episodio 2x12.

### Introdotti nella terza stagione
Allison Shaw, interpretata da Elisabeth Röhm: capo di gabinetto del presidente Michener, in segreto complotta per il controllo degli USA insieme ai leader regionali. Fa uccidere il presidente Michener, il segretario Rivera e rapire i figli di Chandler, uccidendo il padre. Viene uccisa da Chandler in un impeto di ira per tutto il male commesso da lei e dai suoi uomini.
Alex Rivera, interpretata da Nestor Serrano: Segretario di Stato, diffidente verso il comandante Green, viene ucciso dagli uomini di Shaw perché non ha voluto partecipare al piano di controllo del territorio americano.
Howard Oliver, interpretato da John Cothran: Vicepresidente degli Stati Uniti d'America. Era il sindaco di Saint Louis, prenderà il posto di Michener dopo la sua morte. Viene ricattato da Shaw per uccidere Chandler. Salvato da Tex e dal comandante Green, sale sulla James. Riprende il suo posto al termine della stagione. Indice delle nuove elezioni dove decide di non candidarsi.
Presidente Peng, interpretato da Fernando Chien; presidente della Cina, precedentemente ministro della sicurezza interna, sembra che abbia ucciso tutti gli altri componenti del governo nel bunker di stato. Mira ad impossessarsi dell'Asia diffondendo un gas che rende la cura inutile. Viene ucciso da Takehaya quando decide di attaccare la biblioteca nazionale giapponese per distruggere il popolo e impossessarsi del territorio.
Jesse, interpretata da Dichen Lachman: una pilota di elicotteri amica di Sasha Cooper, si allea con la James contro Peng, lascia l'equipaggio quando questi ritornano in America.
Kaito Takehaya, interpretato da Hiroyuki Sanada: un comandante della marina nipponica; diventa un pirata dopo l'inefficacia della cura. Rapisce l'equipaggio della James per utilizzare il loro sangue. Dopo aver scoperto la verità si allea con la James per uccidere Peng, riesce nel suo intento durante l'attacco alla biblioteca nazionale giapponese. Decide di rimanere in patria per crescere suo figlio fino alla morte.
Kyoko, interpretata da Ayako Fujitani: moglie del comandante Takehaya, incinta partorisce il figlio a bordo della James. Decide di rimanere in patria per crescere suo figlio fino alla sua morte.
Toshiro, interpretato da Eidan Hanzei: secondo in comando di Takehaya, viene ucciso da Rios quando tentano di fuggire dalla prigionia.

### Introdotti nella quarta stagione
Comandante James Fletcher, interpretato da Jonathan Howard: agente del MI6 di collegamento sulla James, è inoltre un amico di Sasha Cooper. Nel corso della stagione riceverà l'ordine di tradire la James e portare i semi alla famiglia Vellek. Sarà il primo a scoprire i piani della famiglia, decide quindi di comunicarli alla James e di uccidere l'ammiraglio Demetrius per far rallentare il progetto. Viene ucciso da Giorgio Vellek nell'ottavo episodio della stagione dopo essere stato scoperto a comunicare con la James. Il suo corpo viene gettato fuoribordo dalla nave.
Capitano Harry Sinclair, interpretato da George Georgiou: agente del MI6, incaricato dal suo governo di comunicare a Fletcher di consegnare i semi a Vellek. Per compiere la sua missione si finge il capitano di un barchino di migranti alla deriva, soccorso dalla James comunica il cambiamento del piano a Fletcher. Sarà lui a rubare i semi, e nella sua fuga uccide l'infermiere e O'Connor, ma viene ucciso dal comandante Chandler; riesce comunque a passare i semi a Fletcher.
Omar Bin Dalik, interpretato da Anthony Azizi: un terrorista algerino, discendente dai Tuareg, ha una notevole influenza nei territori del Nord Africa. Viene assoldato dalla Famiglia Vellek per rubare i semi di una palma africana immune al virus e consegnargliela. Viene tradito da uno dei suoi uomini che contatta la marina, per vendicarsi assalta la base navale di Rota dove questo è ricoverato, ferisce il capitano di corvetta Burk e uccide il traditore. Riesce in seguito a recuperare i semi e li consegna a Giorgio, ma viene tradito da questo che gli spara senza ucciderlo. Per vendicarsi si reca nella sua villa con il desiderio di ucciderlo, ma lì trova gli uomini della James, muore in un'esplosione causata dal tenente Burk per vendicare il fratello.
Paul Antonio Vellek, interpretato da Peter Weller: introdotto come il preparatore dei lottatori di Giorgio rivelando di essere un filosofo. In realtà è il padre di Giorgio e Lucia e un biologo molecolare. Soffre di insanità mentale ed è dipendente dall'utilizzo di nostos, per avere contatti con il figlio Christos morto anni prima. Ha il controllo della flotta greca, con la promessa di essere il primo popolo ad essere sfamato una volta trovata la cura. In realtà oltre alla cura lui vuole inserire nelle piante il nostos, per rendere la mente umana repulsiva verso la violenza e da lui controllabile. Viene trovato dagli uomini della James durante l'abbordaggio alla nave HS Triton, in cui è contenuto il suo laboratorio, decide di dare fuoco al suo laboratorio e di gettarsi in mare per morire.
Giorgio Adonis Vellek, interpretato da Jackson Rathbone: un criminale locale, figlio di Paul Vellek, vive nella sua villa su di nell'isola greca di Atokos, ha il controllo della flotta greca. Ama guardare incontri di lotta libera, infatti possiede un esercito di lottatori, utilizzati dal padre come cavie per i propri esperimenti. Cerca continuamente il consenso del padre, cosa mai raggiunta vivendo nell'ombra del fratello anche dopo la morte di quest'ultimo. Viene ucciso quando la James affonda la HS Proteus fra le braccia di sua sorella.
Lucia Katarina Vellek, interpretata da Sibylla Deen: lo sorella di Giorgio, ha un notevole controllo dei traffici di questo, inoltre spesso deve fare da mediatore fra lui e il padre. Inizialmente si innamora del comandante Chandler, ma dopo aver scoperto l'identità di quest'ultimo in lei si crea un profondo odio e un desiderio di vendetta. Diventa il comandante della flotta greca una volta comprata dal padre. Anche lei è solita bere nostos come il padre. Viene uccisa da Sasha Cooper nell'ultimo episodio prima che lei riesca a sparare al comandante Chandler una volta disarmato.
Christos Vellek, interpretato da Drew Roy: figlio minore di Paul Vellek, è anche il preferito del padre avendo scelta di studiare biologia. Rimasto ucciso in una rapina violenta anni prima dell'inizio della pandemia. Spesso è presente nelle allucinazioni del padre quando questo beve il nostos. Nonostante la sua scomparsa fa vivere i due fratelli nella costante ombra di lui.
Comandante Stravros Diomedes, interpretato da Christos Vasilopoulos: comandante della marina greca, amico della famiglia Vellek, inoltre viene utilizzato da loro per trovare lottatori. Viene promosso ammiraglio quando la famiglia Vellek depone Demetrius. Nell'ultimo episodio della stagione inizia a sparare con una mitragliatrice anti-aerea alla James, ma viene ucciso dal comandante Green che spara da un cannone semiautomatico della James.
Ammiraglio Demetrius, interpretato da Costas Mandylor: capo della Marina Greca, e capo della città-stato di Atene. Inizialmente si allea con Paul Vellek per trovare una cura alla carestia, a questo fornisce quattro navi da guerra. Quando scopre che Vellek ha fatto un accordo simile anche con l'Inghilterra si arrabbia con questo e minaccia di ucciderlo. Vellek allora lo fa diventare una cavia del suo esperimento, rendendolo docile, facendoli lasciare il comando a Stravos e rinchiudendolo nella sua cabina. Scoperto da Fletcher le sue condizioni viene ucciso da questo come in un atto di eutanasia. La sua morte causa dei fondamentali rallentamenti nel progetto della cura, ma infine Vellek riesce a scoprire la causa e andare aventi con il piano.

### Introdotti nella quinta stagione
Joshua Reiss, interpretato da Steven Culp: è il nuovo presidente degli Stati Uniti d'America, succeduto al presidente Oliver. Inizialmente si dimostra critico al modo di condurre la guerra del suo stato maggiore, inoltre è restio a mandare l'ammiraglio Chandler in prima linea per il simbolo che rappresenta. Sarà preso in ostaggio da un gruppo di guerriglieri colombiani all'interno del centro di comando di Mayport e viene costretto a confessare crimini che non ha commesso. L'ammiraglio Meylan si sacrifica per salvarlo, rimanendo ucciso sul colpo.
Gustavo "Tavo" Barros, interpretato da Maurice Compte: è il leader e presidente della Gran Colombia, uno stato nato dall'unione di alcuni stati sud-americani. In passato ha lavorato negli Stati Uniti d'America, ma ritornato in patria si è dedicato alla politica fino a raggiungere il potere, grazie alla sua fama di uomo del popolo. I detrattori lo paragonano a Pablo Escobar, fa del bene per coprire lo spietato assassino che in realtà è. Per la sua paranoia ha fatto uccidere molti villaggi, così come il presidente panamense e l'ambasciatore messicano solo per essersi rifiutati di collaborare con lui. Nel corso della serie si fa sempre più influenzare dalla moglie che tramite la cartomanzia gli fa uccidere molti soldati. Nel penultimo episodio il suo stato maggiore decide di compiere un colpo di Stato per prendere il potere e ucciderlo, la moglie scopre il tentativo e fa uccidere tutti i generali. Nell'ultimo episodio viene trovato nel suo quartier generale da Sasha Cooper e Danny Green, nel tentativo di prendere la sua pistola viene ucciso dai due.
Hector Martinez, interpretato da Rigo Sanchez: è il capo di stato maggiore dell'esercito della Gran Colombia, è un amico di vecchia data del presidente, fu lui a farlo reinserire dopo il suo ritorno dagli USA, viene ucciso dal presidente stesso nel penultimo episodio dopo che aveva progettato un colpo di Stato insieme agli altri generali.
Conchita Barros, interpretato da Cindy Luna: la moglie del presidente Barros, sarà lei ha condurlo in guerra contro l'ammiraglio Chandler. È una cartomante, con la sua lettura ha fatto condannare molti ufficiali dell'esercito per tradimento, anche senza prove; inoltre sarà lei a scoprire del tentativo di colpo sempre grazie alle carte. Nell'ultimo episodio viene trovata e disarmata da Sasha Cooper nel quartier generale del marito.
Generale Anita DuFine, interpretato da April Parker Jones: il capo dello staff del corpo dei Marines. Fa parte del comando sud a Mayport, inizialmente si dimostra critica nell'iniziare una guerra senza il supporto di una flotta, ma le sue riserve si sciolgono dal momento che la James riesce ad affondare le navi colombiane nel Canale dello Yucatán. Viene presa in ostaggio insieme allo stato maggiore e al presidente, riesce a liberarsi. Partecipa allo sbarco sulle spiagge della Colombia insieme ai suoi uomini; sarà lei a dare l'ordine di trovare Barros inviando una squadra nell'entroterra, con l'intento di terminare la guerre il giorno stesso dell'invasione. 
Guardiamarina Clayton Swain, interpretato da Troy Doherty: uno studente dell'accademia navale, che in un suo saggio propone la vulnerabilità del sistema informatico della difesa. Per questa sua intuizione sarà chiamato da Chandler ad indagare insieme alla Granderson sull'attacco hacker. Sarà il primo a scoprire la verità e cercherà di informare il capitano di corvetta ma non riuscirà a prevenire la sua morte. Successivamente riesce a riemettere online il sistema missilistico e di radar, lancerà in seguito una serie di interferenze radar per oscurare la James dalla flotta Colombiana.